# Dęborzeczka (gmina Poświętne)
Dęborzeczka – wieś w Polsce położona w województwie łódzkim, w powiecie opoczyńskim, w gminie Poświętne. 
Wierni kościoła rzymskokatolickiego należą do parafii św. Wojciecha w Kraśnicy.

## Historia
Pierwszy raz o wsi dowiadujemy się z dokumentu, sporządzonego 12 maja 1390 roku w Wilnie, na mocy którego król Władysław Jagiełło oddaje Warcisławowi z Kraszkowa wieś królewską „Dambowa rzeczka”, z młynem na rzece Krępie, w zastawie sumy 50 grzywien. W Kaliszu, 26 sierpnia 1425 roku, Wojciech syn Adama z Dęborzeczki (Dambarzeczka), sporządził testament jednej z mieszczanek z Kalisza.
Wieś jest też wzmiankowania w XV wieku przez Jana Długosza. Wspomina on (okres 1440–1470), że wieś królewska Dęba (Dambya) należąca do parafii w Kraśnicy (Cranszniczya), ma 6 łanów kmiecych, z których dziesięcinę odprowadza do kancelarii łęczyckiej, posiada karczmę oraz folwark. Od pola folwarcznego płaci dziesięcinę snopową dla kościoła parafialnego w Inowłodzu.

### II RP

#### Kampania wrześniowa
Dęborzeczka znana jest jako miejsce udanej akcji żołnierzy polskich podczas kampanii wrześniowej, w trakcie której został zastrzelony niemiecki generał-major Ordnungspolizei Wilhelm Fritz von Roettig (pośmiertnie awansowany również na SS-Brigadeführera). 
Po ciężkich walkach pod Piotrkowem i Tomaszowem Mazowieckim (6-7 września 1939) ocalałe polskie oddziały, głównie z 19 Dywizji Piechoty ze składu Armii Odwodowej „Prusy”, zebrały się w lasach na prawym brzegu Pilicy, w okolicach wsi Dęborzeczka. Dowództwo nad tym liczącym około 7 tys. żołnierzy zgrupowaniem objął ppłk dypl. Jan Kruk-Śmigla (nominalnie d-ca 85 pp). Wykorzystując fakt, że jego siły znalazły się na tyłach Niemców, postanowił on zadać nieprzyjacielowi jak największe straty, atakując jego linie zaopatrzeniowe.
9 września zgrupowanie przeszło w rejon lasów pod Inowłodzem, wystawiając przy okolicznych drogach liczne posterunki bojowe. 10 września 1939 około godz. 14 w zasadzkę jednego z nich, ulokowanego w Dęborzece, na drodze z Rawy Mazowieckiej do Opoczna (51°27′59,1″N 20°15′21,0″E/51,466417 20,255833, obecnie to DW726) i obsadzonego przez 1. kompanię ckm z 77 pp, wpadł samochód osobowy, którym poruszało się czterech Niemców. Według relacji polskiego żołnierza Leonarda Sawonia, jeden Niemiec zdołał uciec, ale pozostałych trzech − kierowca i dwóch oficerów − zostało w wyniku krótkiej wymiany ognia zabitych. Jednym z nich był gen. Wilhelm Roettig (pierwszy poległy podczas II wojny światowej niemiecki generał). Polacy stracili jednego zabitego – dowodzącego akcją pchor. Władysława Dawgierta (pośmiertnie odznaczony Krzyżem Walecznych).
Na cmentarzu w Kraśnicy (wioska w sąsiedztwie Dęborzeczki) spoczywają polegli w okolicy polscy żołnierze.

### Po 1945
W latach 1975–1998 miejscowość należała administracyjnie do województwa piotrkowskiego.
W Dęborzeczce znajduje się sklep spożywczy, młyn, zakład stolarski. Przez wieś biegnie trasa łącząca Inowłódz z Opocznem. Przez miejscowość wiedzie szlak turystyczno-historyczny związany z majorem „Hubalem”.